# Lego Ideas
Cette page contient des caractères spéciaux ou non latins. S’ils s’affichent mal (▯, ?, etc.), consultez la page d’aide Unicode.
Lego Ideas, anciennement appelée Lego Cuusoo, est une plateforme de production participative (crowdsourcing) développée par The Lego Group depuis 2008. Elle permet au grand public de proposer une création à partir du jeu de construction Lego en vue de sa commercialisation. Au départ un projet indépendant japonais, Lego a repris le contrôle complet du projet en 2014 et a renommé la gamme en Lego Ideas.
Pour qu'une création soit produite, elle doit recueillir un minimum de soutiens de la part des internautes, mais aussi être validée par Lego. Si la boîte obtient 10 000 votes et qu'elle est acceptée par Lego, elle est alors mise en vente. Le créateur de la boîte reçoit 1% de l'argent gagné par la vente du produit.

## Historique
Dès 2008, Lego commence à travailler avec Cuusoo pour créer une plateforme participative sur laquelle le grand public peut proposer une création à partir de briques Lego en vue de sa commercialisation. La plateforme se nommait alors Cuusoo, un terme japonais signifiant "souhait" ou "souhaiter que quelque chose devienne réalité". Le programme est officiellement lancé trois ans plus tard, le 23 avril 2011.
Le principe de la plateforme Cuusoo est de permettre à n'importe qui de proposer une création à partir de pièces de Lego, soumise au vote des internautes dans le but de la commercialiser par Lego. Le créateur dépose son projet sur l'espace dédié, les fans votent et si le projet rassemble 10 000 soutiens, il est examiné de plus près par Lego qui décide (ou pas) d'en faire un set officiel.

### Evolution du règlement
Pour éviter que de nombreux projets qui ne peuvent être acceptés par Lego soient proposés, le groupe annonce le 21 juin 2016 que les projets basés sur une licence déjà utilisée par un set Ideas commercialisé (même retiré de la vente) ne pourront pas être proposés sur la plateforme en ligne, de même que les armes à échelle humaine, les projets Dimensions, ceux mélangeant des licences mais aussi les projets de plus de 3 000 pièces et ne tenant pas dans une seule boîte.
Les règles évoluent à nouveau le 8 septembre 2016. Pour qu'un projet puisse rester sur le site, il doit atteindre 100 soutiens en 60 jours, puis 1 000 en un an, 5 000 en six mois puis les 10 000 nécessaires pour être accepté en six mois également. Ce changement permet d'éviter que des projets sans intérêt ne restent trop longtemps sur la plateforme.
Le Lego Group annonce en avril 2017 que les projets se basant sur des licences déjà exploitées par le groupe ne seront plus acceptés. Cependant, les sets de licences non exploitées sont acceptés de même que ceux sur des licences anciennement utilisées. Les licences utilisées dans la gamme Ideas sont également refusées, comme décidé en juin 2016.

### Cuusoo (2008-2014)
Le premier set voit le jour en 2011. Il s'agit du Shinkaï, set 21100, un sous-marin japonais qui ne sera commercialisé qu'au Japon. En 2012, un nouveau projet voit le jour : le set 21101, le Hayabusa, un satellite commercialisé lui aussi uniquement au Japon au départ, puis à l'international. Un troisième set est produit, aussi en 2012 : le set 21102, une boîte qui donnera naissance à la gamme Minecraft. C'est la première boîte Lego Ideas sous licence.
En 2013, le quatrième set 21103 est produit sous la licence du film Back to the future (Retour vers le futur), représentant la Delorean à remonter dans le temps, avec les minifigurines Marty McFly et Emmett Brown. Début 2014, le set 21104, le Rover Curiosity, la réplique du robot éponyme de la NASA est le dernier set à sortir sous la marque Cuusoo.
En 2014, Lego transforme la plateforme Cuusoo et la renomme Lego Ideas. Les règles de validation d'un projet évoluent également. A partir du 30 avril 2014, tous les projets soumis ont un délai d'un an pour atteindre les 10 000 soutiens pour passer en phase de review.

### Lego Ideas

#### 2014
Le premier set sous la marque Lego Ideas sort le 1er juin 2014. Il s'agit du set 21108, Ghostbusters, représentant l'Ecto-1 et les quatre chasseurs de fantômes du film SOS Fantômes, conçu par Brent Waller, un Australien de 39 ans. Le site français HothBricks, spécialisé dans l'actualité de la brique danoise, indique alors que "le logo Cuusoo disparait logiquement de l'habillage du set au profit d'un discret lien vers la nouvelle plateforme Lego Ideas au dos de la boite".
Ce premier set Lego Ideas donne un coup d'accélérateur à cette gamme puisque Lego validera ensuite sept nouvelle références en deux ans.
Toujours en 2014, les sets 21109 Exo Suit et 21110 Research Institute sont commercialisés.

#### 2015
Au terme de la première phase de review de l'année 2014, deux sets sont retenus pour une production : les oiseaux et le set dédié à la série The Big Bang Theory.
Le 1er janvier 2015 sort le set 21301 Birds, qui représente un colibri, un rouge-gorge et un geai bleu. Cette création est une proposition Tom "DeTomaso" Poulson.
Le 1er août 2015, le set 21302 sur la série The Big Bang Theory est commercialisé. Il représente l'appartement que partagent Sheldon et Leonard.
Le set 21303 WALL-E, qui représente le petit robot éponyme, est annoncé pour une sortie le 1er septembre 2015. Très vite, la rumeur court qu'un défaut de conception au niveau du cou du robot retarderait la sortie de ce set. Finalement, la commercialisation du set sera à l'arrêt pendant plusieurs semaines après sa sortie, le temps pour Lego de résoudre le problème et proposer une modification du cou. L'entreprise danoise admettra publiquement un défaut de conception impactant la stabilité du cou du robot. Une nouvelle version du set est alors produite et Lego s'engageait à envoyer gratuitement un kit de modification aux propriétaires de la première version du set.
Le 1er décembre 2015, le set 21304 Doctor Who créé par Andy Clark est mise en vente. Un set de 623 pièces qui permet d'assembler le Tardis, machine à voyager dans l'espace et le temps, et la salle de contrôle inspirés de la série télévisée britannique éponyme.

#### 2016
En mars 2016, les projets de Carl « Bricktrix » Greatrix et d'aBetterMonkey, le set 21308, basés sur la série télévisée d'animation américaine Adventure Time et le set 21307 sur la Caterham Super Seven, sont choisis pour être édités parmi d'autres propositions tirées de SOS Fantômes, Le Petit Prince et Le Seigneur des anneaux-Le Hobbit ou représentant des dominos ou encore un tyrannosaure.
Maze est le premier jeu produit, en avril 2016 : « Labyrinth Marble Maze » de Jason « JKBrickworks » Allemann,. Le modèle du vaisseau F7A Hornet du jeu vidéo Star Citizen est gardé en attente. Pour la première fois, aucun projet n'est validé durant la fin de l'année, y compris le F7A Hornet. Pourtant, c'est une des années les plus productives avec des idées très variées comme Daft Punk, le Titanic ou encore le palais de glace de La Reine des neiges,,. Le 26 décembre de la même année, Ideas lance une campagne de sensibilisation à la « créativité » et à l'« originalité » pour pousser les créateurs-fans à proposer plus de projets basés sur des idées originelles et non sur des licences,,.
Sur les neuf projets ayant recueilli suffisamment de votes entre septembre 2015 et janvier 2016, deux ont été retenus. Le premier, le set 21306, « Beatles Yellow Submarine » est basé sur le film Yellow Submarine de George Dunning lui-même basé sur la chanson homonyme des Beatles,,. Le projet de base est construit par Justin Szeto, un musicien et compositeur amateur. Le second, le set 21309, « Apollo Saturn V », n'est également pas une idée originelle. Il est inspiré de la fusée du programme Apollo 11, composé de Neil Armstrong, Michael Collins et Buzz Aldrin et qui conduisit les premiers hommes sur la Lune, du lanceur de la fusée, Saturn V, ainsi que du module lunaire Apollo. La fusée, de près de 2 000 pièces et d'une échelle de 1: 110, mesure plus d'un mètre,,. Il s'agit du plus gros set Ideas, autant en nombre de pièces qu'en hauteur,. Ce dernier est réédité plusieurs mois après, pour le 9 novembre 2017.
Un seul set est choisi en octobre 2016. S'inspirant des « Modular buildings » de la gamme Creator, il représente un vieux magasin de pêche. Il s'agit du set 21310. Créé par Robert « RobenAnne » Bontebal, il s'intitule « Old fishing store »,,,,.

#### 2017
Un seul projet est également accepté en février 2017 : « Women of Nasa », set 21312, représentant les cinq scientifiques de la Nasa Margaret Hamilton, Katherine Johnson, Sally Ride, Nancy Roman et Mae Jemison,,,. Le 1er novembre 2017 sort le set « Femmes de la NASA », avec l'absence remarquée de Johnson qui n'aurait, selon Lego, pas donnée son accord pour figurer sur le produit. Les quatre scientifiques sont représentées sur des petites plateformes représentants les outils et les résultats de leurs recherches. Vingt-quatre heures après le lancement de la commercialisation, le set est en rupture de stock sur Internet,.
Un autre projet, Voltron, defender of the universe, set 21311, basé sur la série télévisée d'animation américaine Voltron et ayant recueilli les 10 000 votes nécessaires en mai 2016, est gardé en attente. Il est finalement annoncé en août 2017 et sort un an après.

#### 2018
En septembre et octobre 2018, à l'occasion des dix ans de Lego Ideas, la Lego House de Billund au Danemark accueille une rétrospective des différents projets refusés par Lego Group au fil des ans. Parmi ces projets, qui proviennent de onze pays différents, figurent une réplique du Bibendum Chamallow de SOS Fantômes, un observatoire du ciel ou un train vintage.
En 2018, les sets 21313 Ship in a bottle, 21314 TRON: Legacy, 21315 Pop-Up Book sont commercialisés. L'ensemble « livre pop-up », le set 21315, sorti en novembre 2018, propose de rejouer aux contes Le Petit Chaperon rouge et Jack et le haricot magique dans un livre créé en Lego.

#### 2019
En 2019, les sets 21316 The Flintstones, 21317 Steamboat Willie, 21318 Tree House, 21319 Central Perk et 21320 Dinosaur Fossils sont commercialisés. Un petit set de 154 pièces, 40335, offert par Lego est le résultat d'un concours réalisé en 2018 sur la plateforme Ideas et remporté par Mark Smiley.

#### 2020
Le 1er février 2020, le set 21321 représentant l'International Space Station (ISS) est en vente. Le set a été proposé sur la plateforme Lego Ideas par Christoph Ruge (XCLD).
Le set 21322 Pirates of Barracuda Bay sort le 1er avril 2020. Lego commercialise ainsi le projet proposé par Pablo Sánchez Jiménez alias Bricky_Brick sur la plateforme Lego Ideas, baptisé alors The Pirate Bay. Le projet avait réussi à obtenir les 10 000 soutiens nécessaires en 25 jours seulement, avant d'être validé par Lego en septembre 2019. Ce set reprend les codes esthétiques des anciens sets Lego dédiés à la Piraterie. Selon les fans, l'emballage est qualifié de vintage mais le set un peu éloigné du projet de référence, met en scène le navire Black Seas Barracuda, déjà vu dans le set 6285 commercialisé en 1989 puis réédité en 2002 sous la référence 10040. L'originalité du set tient dans la possibilité d'assembler le navire ou de le diviser en trois parties pour recréer une île sur laquelle les pirates se sont échoués.

## Sets
En mai 2020, trente sets de la gamme Cuusoo et Lego Ideas ont été produits au total. A cela s'ajoute le petit set promotionnel 40335, résultat d'un concours de 2018 organisé sur la plateforme Lego Ideas.
Le modèle numéro 12 nommé Wall•E possédant un problème au niveau du cou, Lego crée fin 2015 le sachet intitulé « 6162839 Rework Bag, 21303 », pour remplacer le cou défectueux. Une nouvelle version améliorée est également mise en vente.
| No          | Nom original                                       | Nom français                                        | No de référence | Date de sortie                         | Nbr de pièces | Figurines | Auteur                                                                                             | Informations complémentaires |
| ----------- | -------------------------------------------------- | --------------------------------------------------- | --------------- | -------------------------------------- | ------------- | --- | -------------------------------------------------------------------------------------------------- | --- |
| 1           | Shinkai 6500                                       | Shinkai 6500                                        | 21100           | 17 février 2011                        | 413           | NC | @guy                                                                                               | Réplique du sous-marin japonais homonyme. |
| 2           | Hayabusa                                           | Hayabusa                                            | 21101           | 11 juillet 2012                        | 369           | Junichiro Kawaguchi | Daisuke                                                                                            | Réplique de la sonde spatiale japonaise homonyme. |
| 3           | Minecraft Micro World: The forest                  | Minecraft Micro World : La forêt                    | 21102           | 1er juin 2012                          | 480           | Steve, Creeper | Chris Malloy, Michael « SuperMacho » Thomas, Kyle « Koalaexpert » Tingey et Bjarne Panduro Tveskov | Inspiré du jeu vidéo Minecraft. |
| 4           | The DeLorean time machine                          | La machine à remonter le temps DeLorean             | 21103           | 18 juin 2013 (Comic-Con) 1er août 2013 | 401           | Marty McFly, Doc Brown | M.togami et Sakuretsu                                                                              | Réplique de la DeLorean à voyager dans le temps de la trilogie cinématographique Retour vers le futur.                                                                                               |
| 5           | Mars Science Laboratory Curiosity Rover            | Rover Curiosity du laboratoire pour Mars de la NASA | 21104           | 1er janvier 2014                       | 295           | NC | Stephen « Perijove » Pakbaz                                                                        | Réplique du robot Curiosity de la NASA. |
| 6           | Ghostbusters                                       | SOS Fantômes                                        | 21108           | 1er juin 2014                          | 508           | Peter Venkman, Ray Stantz, Egon Spengler, Winston Zeddemore | Brent Waller                                                                                       | Réplique de la voiture Ecto-1 des films SOS Fantômes. |
| 7           | Exo Suit                                           | Robot Exo                                           | 21109           | 1er août 2014                          | 321           | Pete, Yve | Peter Reid                                                                                         | |
| 8           | Research Institute                                 | L'Institut de recherche                             | 21110           | août 2014                              | 165           | Paléontologue, Astronome, Chimiste | Ellen « Atalariel » Kooijman                                                                       | |
| 9           | Bird Project                                       | Les oiseaux                                         | 21301           | janvier 2015                           | 580           | NC | Thomas « DeTomaso » Poulsom                                                                        | |
| 10          | The Big Bang Theory                                | The Big Bang Theory                                 | 21302           | 1er août 2015                          | 484           | Leonard, Sheldon, Penny, Howard, Raj, Amy, Bernadette, Cinnamon | Ellen « Atalariel » Kooijman, Glen « GlenBricker » Wadleigh                                        | Inspiré de la série télévisée homonyme. |
| 11          | Wall•E                                             | Wall•E                                              | 21303           | 1er septembre 2015                     | 677           | WALL-E | Angus MacLane                                                                                      | Inspiré du film homonyme. |
| 12          | Doctor Who                                         | Doctor Who                                          | 21304           | 1er décembre 2015                      | 623           | Onzième Docteur, Douzième Docteur, Clara Oswald, Ange Pleureur, 2 Daleks | Andrew Clark                                                                                       | Inspiré de la série télévisée homonyme. |
| 13          | Maze                                               | Labyrinthe                                          | 21305           | 1er avril 2016                         | 769           | NC | Jason « JKBrickworks » Allemann                                                                    | |
| 14          | Caterham Seven 620R                                | Caterham Seven 620R                                 | 21307           | 1er octobre 2016                       | 773           | NC | Carl « Bricktrix » Greatrix                                                                        | Inspiré du modèle Seven 620R de Caterham. |
| 15          | The Beatles Yellow Submarine                       | Yellow Submarine                                    | 21306           | 1er novembre 2016                      | 550           | John Lennon, Paul McCartney, George Harrison, Ringo Starr, Jeremy Hillary Boob | Kevin Szeto                                                                                        | Inspiré du film homonyme. |
| 16          | Adventure Time                                     | Adventure Time                                      | 21308           | 1er janvier 2017                       | 495           | Finn l'humain, Jake le chien, BMO, Princesse Chewing-Gum, Miss Rainicorne, Marceline, Roi des Glaces, Gunter | aBetterMonkey                                                                                      | Inspiré de la série télévisée homonyme. |
| 17          | Nasa Apollo Saturn V                               | Nasa Apollo Saturn V                                | 21309           | 1er juin 2017                          | 1 969         | 3 Micro-figurines d'astronautes | Saabfan et Whatsuptoday                                                                            | Réplique du vaisseau éponyme sur son lanceur. |
| 18          | Old fishing store                                  | Le vieux magasin de pêche                           | 21310           | 1er septembre 2017                     | 2 049         | Capitaine, 2 pêcheurs, enfant, chat, 3 mouettes, crabe, 7 poissons | Robert « RobenAnne » Bontebal                                                                      | |
| 19          | Women of NASA                                      | Femmes de la NASA                                   | 21312           | 1er novembre 2017                      | 231           | Margaret Hamilton, Sally Ride, Nancy Roman et Mae Jemison | Maia « 20Tauri » Weinstock                                                                         | |
| 20          | Ship in a bottle                                   | Bateau dans une bouteille                           | 21313           | 1er février 2018                       | 962           | NC | Jake Sadovich                                                                                      | Bateau en bouteille |
| 21          | Tron: Legacy                                       | Tron : L'Héritage                                   | 21314           | 31 mars 2018                           | 230           | Sam Flynn, Quorra et Rinzler | BrickBros UK                                                                                       | Inspiré de Tron : L'Héritage. |
| 22          | Voltron - Defender of the universe                 | Voltron                                             | 21311           | 1er août 2018                          | 2 321         | Voltron | Leandro « Len_d69 » Tayag                                                                          | Inspiré de Voltron. |
| 23          | Pop-up Book                                        | Livre pop-up                                        | 21315           | 1er novembre 2018                      | 859           | Petit Chaperon rouge, Grand-mère, Loup, Jack, Géant | Grant Davis et Jason « JKBrickworks » Allemann                                                     | Propose les contes Le Petit Chaperon rouge et Jack et le Haricot magique. |
| 24          | The Flintstones                                    | Les Pierrafeu                                       | 21316           | 20 février 2019                        | 748           | Fred Pierrafeu, Wilma Pierrafeu, Barney Rubble et Betty Rubble. | Andrew Clark                                                                                       | Inspiré de la série télévisée Les Pierrafeu. |
| 25          | Steamboat Willie                                   | Bateau de Mickey Mouse                              | 21317           | 1er avril 2019                         | 751           | Mickey Mouse et Minnie Mouse | Máté Szabó                                                                                         | Inspiré de Steamboat Willie, court métrage de 1928, l'une des premières œuvres où apparaît Mickey |
| Set spécial | Space Rocket Ride                                  | Manège de fusée spatiale                            | 40335           | Offert du 5 au 18 juin 2019            | 154           | 1 enfant en figurine | Mark Smiley                                                                                        | Ce set spécial est le résultat d'un concours lancé par Lego sur la plateforme Lego Ideas en 2018, et non le résultat du processus classique de la plateforme.                                        |
| 26          | Treehouse                                          | La cabane dans l'arbre                              | 21318           | 24 juillet 2019                        | 3036          | une maman, un papa et 2 enfants et un oiseau | Kevin Feeser                                                                                       | Le designer chez Lego est César Soares. Pour la 1ère fois dans l'histoire de Lego, 185 éléments végétaux fournis sont fabriqués à partir d'éthanol provenant de la distillation de la canne à sucre. |
| 27          | Central Perk                                       | Central Perk                                        | 21319           | 1er septembre 2019                     | 1070          | Ross Geller, Rachel Green, Chandler Bing, Monica Geller, Joey Tribbiani, Phoebe Buffay et Gunther | Aymeric Fievet aka Mric76                                                                          | Le set n'utilise pas directement le titre de la série Friends dans son appellation officielle. |
| 28          | Dinosaur Fossils                                   | Les fossiles de dinosaures                          | 21320           | 1er novembre 2019                      | 910           | Un paléontologue et un squelette humain | Jonathan Brunn aka Mukkinn                                                                         | 3 squelettes : un T-Rex, un Tricératops et un Ptéranodon |
| 29          | International Space Station (ISS)                  | La station spatiale internationale                  | 21321           | 1er février 2020                       | 864           | Trois micro-figurines d'astronautes | Christoph Ruge (XCLD)                                                                              | Une augmentation du prix du set a eu lieu au début de sa commercialisation, le tarif passant de 59.99 € à 69.99 € sans que Lego ne communique d'explication.                                         |
| 30          | Pirates of Barracuda Bay                           | Les pirates de la baie de Barracuda                 | 21322           | 1er avril 2020                         | 2545          | Capitaine Fortune, Lady Anchor, Robin Loot et les jumeaux Bâbord et Tribord | Pablo Sánchez Jiménez alias Bricky_Brick                                                           | Les fans ont souvent reproché à ce set de trop s'éloigner de l'esprit du projet de référence. |
| 31          | Grand Piano                                        | Le piano à queue                                    | 21323           | 1er août 2020                          | 3662          | | SleepyCow                                                                                          | |
| 32          | 123 Sesame Street                                  | 123 Sesame Street                                   | 21324           | 1er novembre 2020                      | 1367          | Elmo, Cookie Monster, Bert et Ernie, Oscar et Big Bird. | bulldoozer                                                                                         | |
| Set spécial | Vintage car                                        | La voiture vintage                                  | 40448           | Janvier 2021                           | 189           | 2 figurines | Arne Jahnke                                                                                        | La Adelsten deluxe est la gagnante d'un concours de design de voiture organisé par Lego. Ce set est offert par Lego.                                                                                 |
| 33          | Médiéval Black Smith                               | Le forgeron médiéval                                | 21325           | 1er février 2021                       | 2164          | 1 forgeron, 1 archer, 2 chevaliers | Namirob                                                                                            | |
| 34          | Winnie the pooh                                    | Winnie l'ourson                                     | 21326           | 1er avril 2021                         | 1265          | Ourson, Porcinet, Tigrou, Lapin et Bourriquet | Ben Alder                                                                                          | |
| 35          | Typewriter                                         | La machine à écrire                                 | 21327           | 1er juillet 2021                       | 2079          | | Steve Guinness                                                                                     | |
| Set spécial | Sailing ship adventure                             | Aventure en voilier                                 | 40487           | 1 aout 2021                            | 330           | | YC_SOLO                                                                                            | |
| 36          | Seinfeld                                           | Seinfeld                                            | 21328           | 1er août 2021                          | 1326          | Jerry, Elaine, Kramer, George et Newman | Brent                                                                                              | |
| 37          | Fender® Stratocaster™                              | Fender® Stratocaster™                               | 21329           | 1er octobre 2021                       | 1074          | | Tomáš Letenay                                                                                      | |
| 38          | Home Alone                                         | Maman, j’ai raté l’avion !                          | 21330           | 1er novembre 2021                      | 3955          | Kevin, Harry, Marv, Kate et Marley | Alex Storozhuk                                                                                     | |
| 39          | Sonic the Hedgehog™ – Green Hill Zone              | Sonic the Hedgehog™ – Green Hill Zone               | 21331           | 1er janvier 2022                       | 1125          | Sonic | Viv Grannell                                                                                       | |
| 40          | The Globe                                          | Le globe terrestre                                  | 21332           | 1er février 2022                       | 2585          | | Guillaume Roussel                                                                                  | |
| 41          | Vincent van Gogh - The Starry Night                | Vincent van Gogh - La Nuit étoilée                  | 21333           | 1er juin 2022                          | 2316          | Vincent van Gogh | Truman Cheng                                                                                       | |
| 42          | Jazz Quartet                                       | Le quartet de jazz                                  | 21334           | 1er juillet 2022                       | 1606          | | Hsinwei Chi                                                                                        | |
| 43          | Motorized Lighthouse                               | Le phare motorisé                                   | 21335           | 1er septembre 2022                     | 2065          | Gardien de phare et marin | Sandro Quattrini                                                                                   | |
| 44          | The Office                                         | The Office                                          | 21336           | 1er octobre 2022                       | 1164          | 15 figurines, Michael Scott, Dwight Schrute, Jim Halpert, Pam Beesly, Ryan Howard, Angela Martin et son chat, Oscar Martinez, Kevin Malone, Stanley Hudson, Kelly Kapoor, Phyllis Lapin Vance, Meredith Palmer, Creed Bratton, Toby Flenderson et Darryl Philbin | Jaijai Lewis                                                                                       | |
| 45          | Table Football                                     | Le baby-foot                                        | 21337           | 1er novembre 2022                      | 2339          | 22 figurines | Donát Fehérvári                                                                                    | |
| 46          | A-Frame Cabin                                      | La maison en A                                      | 21338           | 1er février 2023                       | 2082          | 4 figurines | Andrea Lattanzio                                                                                   | |
| 47          | BTS Dynamite                                       | BTS Dynamite                                        | 21339           | 1er mars 2023                          | 749           | 7 figurines | Josh Bretz et Jacob Twerski                                                                        | |
| 48          | Tales of the Space Age                             | Les récits de l’ère spatiale                        | 21340           | 8 mai 2023                             | 688           | | Jan Woźnica                                                                                        | |
| 49          | Disney Hocus Pocus: The Sanderson Sisters' Cottage | Hocus Pocus Disney : le manoir des sœurs Sanderson  | 21341           | 1er juillet 2023                       | 2316          | 6 | Amber Veyt                                                                                         | |
| 50          | The Insect Collection                              | La collection d’insectes                            | 21342           | 4 septembre 2023                       | 1111          | | José María Pérez Suero                                                                             | |
| 51          | Viking Village                                     | Le village viking                                   | 21343           | 1er octobre 2023                       | 2103          | 4 | Florian                                                                                            | |
| 52          | The Orient Express Train                           | Le train Orient-Express                             | 21344           | 1er décembre 2023                      | 2450          | 8 | Thomas Lajon                                                                                       | |

## Gammes créées
Certains des sets commercialisés sous la bannière LEGO Ideas ont donné naissance à d'autres boîtes sur le même thème, mais conçues cette fois par Lego, et non par des utilisateurs de la plateforme Ideas. Le set 21102 Minecraft Micro World sortie en 2012 a permis le lancement d'une gamme complète de sets basée sur ce jeu vidéo ou encore du set 21108 Ghosbusters qui a donné naissance à d'autres sets Lego : le 75827 Firehouse Headquarters, le 75828: Ecto-1 & 2, les sets Lego Dimensions 71228 et 71242 en 2016 et la boîte Brickheadz 41622 Peter Venkman & Slimer en 2018.

## Identité visuelle

Premier logo sous le nom de « Lego Cuusoo ».
Logo actuel.
Variante du logo actuel.
Logo du set 21102 Minecraft.
Logo du set La machine à remonter le temps DeLorean.
Logo du set SOS Fantômes.
Logo du set Exo Suit.